# Megachile nasicornis
Megachile nasicornis är en biart som beskrevs av Heinrich Friese 1903. Megachile nasicornis ingår i släktet tapetserarbin, och familjen buksamlarbin. Inga underarter finns listade i Catalogue of Life.